# Calliostoma supragranosum
Calliostoma supragranosum är en snäckart som beskrevs av Carpenter 1864. Calliostoma supragranosum ingår i släktet Calliostoma och familjen Calliostomatidae. Inga underarter finns listade i Catalogue of Life.

## Bildgalleri

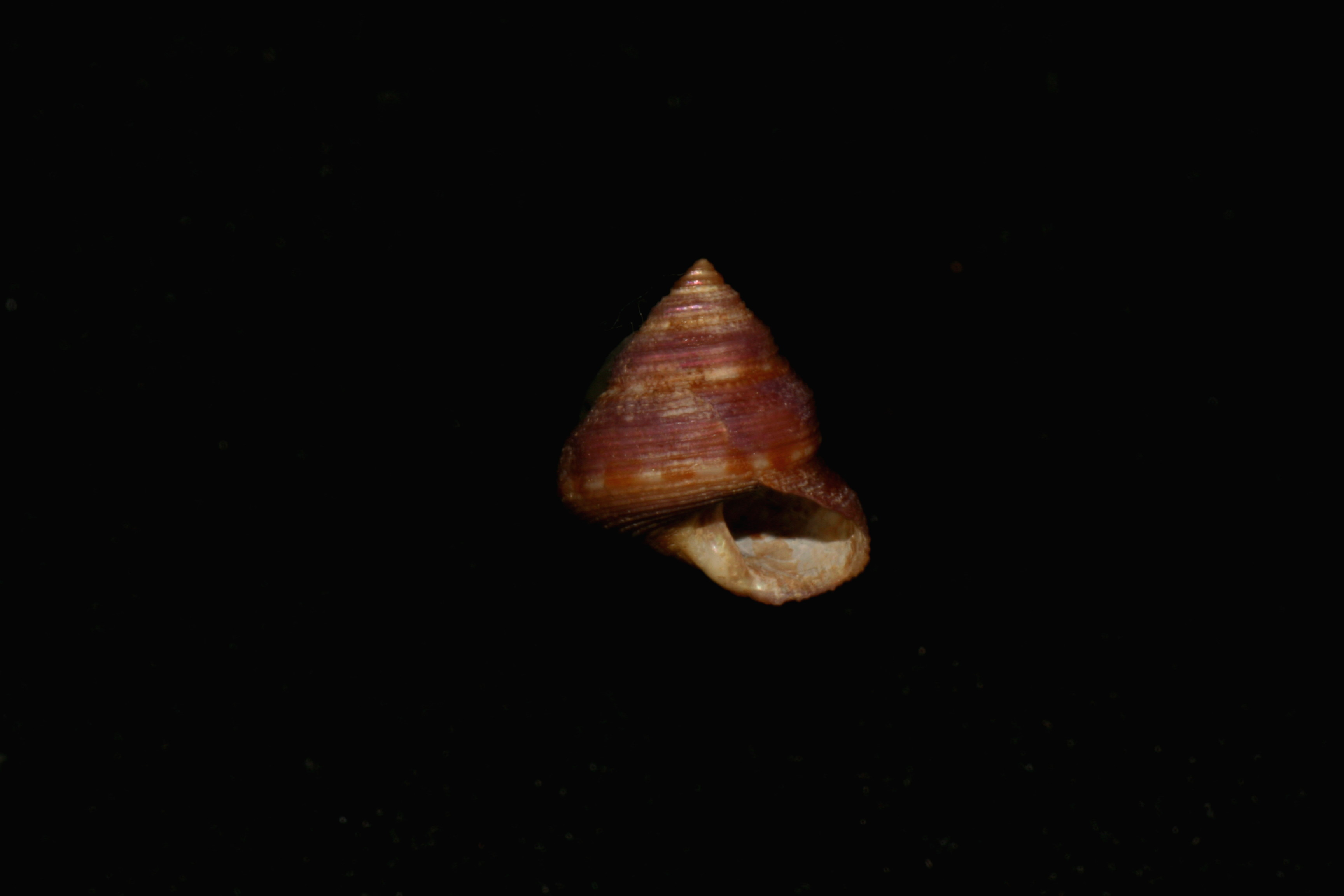